# روبرتو هوج
روبرتو هوج (انگلیسی: Roberto Hodge; ۳۰ ژوئیهٔ ۱۹۴۴ – ۱۲ اوت ۱۹۸۶) بازیکن فوتبال اهل شیلی بود.
از باشگاه‌هایی که در آن بازی کرده‌است می‌توان به باشگاه فوتبال تیگرس اونال، باشگاه فوتبال یونیورسیداد شیلی، و باشگاه فوتبال آمریکا اشاره کرد.
وی همچنین در تیم ملی فوتبال شیلی بازی کرده‌است.